# Liga dos Campeões da CAF de 2022–23 – Fase de Grupos
A Fase de Grupos da Liga dos Campeões da CAF de 2022–23 foi disputada entre 10 de fevereiro até 1 de abril de 2023. Um total de 16 equipes disputaram esta fase para definir os oito classificados para as oitavas de final.

## Sorteio
O sorteio para a fase de grupos foi realizado em 12 de dezembro de 2022 na sede da CAF no Cairo, Egito. Os 16 vencedores da segunda fase foram sorteados em quatro grupos contendo quatro equipes cada.
As equipes foram divididas nos potes pelo ranking da CAF (em parênteses).
| Equipe             | Pts |
| ------------------ | --- |
| Al-Ahly            | 78  |
| Wydad Casablanca   | 71  |
| Espérance de Tunis | 58  |
| Raja Casablanca    | 54  |

| Equipe            | Pts |
| ----------------- | --- |
| Mamelodi Sundowns | 46  |
| Zamalek           | 43  |
| Petro de Luanda   | 31  |
| Horoya            | 31  |

| Equipe        | Pts  |
| ------------- | ---- |
| Simba         | 28   |
| CR Belouizdad | 27   |
| JS Kabylie    | 22   |
| Al-Hilal      | 19,5 |

| Equipe       | Pts  |
| ------------ | ---- |
| AS Vita Club | 17   |
| Coton Sport  | 14,5 |
| Al-Merreikh  | 9    |
| Vipers       | –    |

## Calendário
| Rodada          | Datas                          |
| --------------- | ------------------------------ |
| Primeira rodada | 10–11 de fevereiro de 2023     |
| Segunda rodada  | 17–18 de fevereiro de 2023     |
| Terceira rodada | 24–25 de fevereiro de 2023     |
| Quarta rodada   | 7 de março de 2023             |
| Quinta rodada   | 17–18 de março de 2023         |
| Sexta rodada    | 31 de março–1 de abril de 2023 |

## Grupos

### Grupo A
| Pos. | Equipe           | Pts | J | V | E | D | GP | GC | SG |
| ---- | ---------------- | --- | - | - | - | - | -- | -- | -- |
| 1    | Wydad Casablanca | 13  | 6 | 4 | 1 | 1 | 7  | 1  | +6 |
| 2    | JS Kabylie       | 10  | 6 | 3 | 1 | 2 | 4  | 5  | –1 |
| 3    | Petro de Luanda  | 7   | 6 | 2 | 1 | 3 | 3  | 5  | –2 |
| 4    | AS Vita Club     | 4   | 6 | 1 | 1 | 4 | 3  | 6  | –3 |

|                  | WYD | JSK | PET | ASV |
| ---------------- | --- | --- | --- | --- |
| Wydad Casablanca |     | 3–0 | 1–0 | 1–0 |
| JS Kabylie       | 1–0 |     | 1–0 | 2–1 |
| Petro de Luanda  | 0–2 | 0–0 |     | 1–0 |
| AS Vita Club     | 0–0 | 1–0 | 1–2 |     |

| 11 de fevereiro de 2023 | Petro de Luanda | 0 – 0     | JS Kabylie | Estádio 11 de Novembro, Luanda |
| 14:00 (UTC+1)           |                 | Relatório |            | Árbitro: ETH Bamlak Tessema    |

| 3 de março de 2023 | Wydad Casablanca | 1 – 0     | AS Vita Club | Estádio Mohammed V, Casablanca |
| 20:00 (UTC+1)      | Magema 55'       | Relatório |              | Árbitro: SDN Mahmood Ismail    |

| 17 de fevereiro de 2023 | JS Kabylie | 1 – 0     | Wydad Casablanca | Estádio 5 de Julho de 1962, Argel |
| 20:00 (UTC+1)           | Souyad 87' | Relatório |                  | Árbitro: TUN Sadok Selmi          |

| 18 de fevereiro de 2023 | AS Vita Club | 1 – 2     | Petro de Luanda       | Estádio Alphonse Massemba-Débat, Brazavile |
| 17:00 (UTC+1)           | Kabwe 82'    | Relatório | Azulão 32' · Cruz 65' | Árbitro: EGY Mohamed Marouf                |

| 24 de fevereiro de 2023 | Wydad Casablanca  | 1 – 0     | Petro de Luanda | Estádio Mohammed V, Casablanca      |
| 20:00 (UTC+1)           | Jabrane 34', pen' | Relatório |                 | Árbitro: CIV Ibrahim Kalilou Traore |

| 25 de fevereiro de 2023 | AS Vita Club | 1 – 0     | JS Kabylie | Estádio Alphonse Massemba-Débat, Brazavile |
| 14:00 (UTC+1)           | Mabidi 65'   | Relatório |            | Árbitro: BEN Djindo Louis                  |

| 11 de março de 2023 | Petro de Luanda | 0 – 2     | Wydad Casablanca      | Estádio 11 de Novembro, Luanda |
| 17:00 (UTC+1)       |                 | Relatório | Zola 59' · Sambou 90' | Árbitro: GAB Pierre Atcho      |

| 11 de março de 2023 | JS Kabylie                   | 2 – 1     | AS Vita Club | Estádio 5 de Julho de 1962, Argel |
| 20:00 (UTC+1)       | Benzaid 63' · Nait Salem 86' | Relatório | Tchakei 55'  | Árbitro: MRT Abdel Mohamed Bouh   |

| 18 de março de 2023 | AS Vita Club | 0 – 0     | Wydad Casablanca | Estádio Alphonse Massemba-Débat, Brazavile |
| 14:00 (UTC+1)       |              | Relatório |                  | Árbitro: MLI Boubou Traoré                 |

| 18 de março de 2023 | JS Kabylie | 1 – 0     | Petro de Luanda | Estádio 5 de Julho de 1962, Argel |
| 20:00 (UTC+1)       | Mouaki 90' | Relatório |                 | Árbitro: MRT Dahane Beida         |

| 1 de abril de 2023 | Petro de Luanda | 1 – 0     | AS Vita Club | Estádio 11 de Novembro, Luanda |
| 17:00 (UTC+1)      | Jaredi 15'      | Relatório |              | Árbitro: CGO Messie Nkounkou   |

| 1 de abril de 2023 | Wydad Casablanca                   | 3 – 0     | JS Kabylie | Estádio Mohammed V, Casablanca |
| 22:00 (UTC+0)      | Sambou 38', 51' · El Moutaraji 87' | Relatório |            | Árbitro: RSA Abongile Tom      |

### Grupo B
| Pos. | Equipe            | Pts | J | V | E | D | GP | GC | SG  |
| ---- | ----------------- | --- | - | - | - | - | -- | -- | --- |
| 1    | Mamelodi Sundowns | 14  | 6 | 4 | 2 | 0 | 14 | 7  | +7  |
| 2    | Al-Ahly           | 10  | 6 | 3 | 1 | 2 | 14 | 8  | +6  |
| 3    | Al-Hilal          | 10  | 6 | 3 | 1 | 2 | 6  | 6  | 0   |
| 4    | Coton Sport       | 0   | 6 | 0 | 0 | 6 | 3  | 16 | –13 |

|                   | MAM | ALA | ALH | COT |
| ----------------- | --- | --- | --- | --- |
| Mamelodi Sundowns |     | 5–2 | 1–0 | 2–1 |
| Al-Ahly           | 2–2 |     | 3–0 | 3–0 |
| Al-Hilal          | 1–1 | 1–0 |     | 2–0 |
| Coton Sport       | 1–3 | 0–4 | 1–2 |     |

| 11 de fevereiro de 2023 | Mamelodi Sundowns | 1 – 0     | Al-Hilal | Estádio Loftus Versfeld, Pretória |
| 15:00 (UTC+2)           | Mailula 25'       | Relatório |          | Árbitro: COD Jean Jacques Ndala   |

| 4 de março de 2023 | Al-Ahly                                 | 3 – 0     | Coton Sport | Estádio Al Salam, Cairo              |
| 18:00 (UTC+1)      | Sherif 1' · Kendouci 40' · Khalil 90+2' | Relatório |             | Árbitro: MAU Ahmad Imtehaz Heeralall |

| 17 de fevereiro de 2023 | Coton Sport | 1 – 3     | Mamelodi Sundowns            | Estádio Roumdé Adjia, Garua  |
| 17:00 (UTC+1)           | Wassou 30'  | Relatório | Mailula 10', 43' · Mudau 11' | Árbitro: RWA Samuel Uwikunda |

| 18 de fevereiro de 2023 | Al-Hilal   | 1 – 0     | Al-Ahly | Estádio Al-Hilal, Ondurmã |
| 15:00 (UTC+2)           | Lilepo 53' | Relatório |         | Árbitro: MRT Dahane Beida |

| 24 de fevereiro de 2023 | Coton Sport | 1 – 2     | Al-Hilal        | Estádio Roumdé Adjia, Garua |
| 17:00 (UTC+1)           | Wassou 43'  | Relatório | Lilepo 52', 57' | Árbitro: TUN Mehrez Melki   |

| 25 de fevereiro de 2023 | Al-Ahly                        | 2 – 2     | Mamelodi Sundowns          | Estádio Al Salam, Cairo            |
| 21:00 (UTC+2)           | Abdelmonem 59' · El Shahat 74' | Relatório | Shalulile 34' · Morena 80' | Árbitro: ETH Bamlak Tessema Weyesa |

| 7 de março de 2023 | Al-Hilal                      | 2 – 0     | Coton Sport | Estádio Al-Hilal, Ondurmã   |
| 15:00 (UTC+2)      | Abagna 41' · Lilepo 83' (pen) | Relatório |             | Árbitro: MAR Redouane Jiyed |

| 11 de março de 2023 | Mamelodi Sundowns                                         | 5 – 2     | Al-Ahly              | Estádio Loftus Versfeld, Pretória |
| 15:00 (UTC+2)       | Allende 4' · Zwane 24' · Mokoena 40' · Shalulile 72', 88' | Relatório | Sherif 13' · Tau 61' | Árbitro: SEN Issa Sy              |

| 17 de março de 2023 | Coton Sport | 0 – 4     | Al-Ahly                         | Estádio Roumdé Adjia, Garua |
| 17:00 (UTC+1)       |             | Relatório | Kahraba 23', 29', 51' · Tau 54' | Árbitro: KEN Peter Waweru   |

| 18 de março de 2023 | Al-Hilal   | 1 – 1     | Mamelodi Sundowns | Estádio Al-Hilal, Ondurmã |
| 15:00 (UTC+2)       | Rahman 72' | Relatório | Mudau 67'         | Árbitro: TUN Sadok Selmi  |

| 1 de abril de 2023 | Al-Ahly                          | 3 – 0     | Al-Hilal | Estádio Al Salam, Cairo      |
| 21:00 (UTC+2)      | Kahraba 25' · El Shahat 64', 81' | Relatório |          | Árbitro: MRT Abdel Aziz Bouh |

| 1 de abril de 2023 | Mamelodi Sundowns       | 2 – 1     | Coton Sport  | Estádio Loftus Versfeld, Pretória  |
| 21:00 (UTC+2)      | Mekong 43' · Nassir 86' | Relatório | Kasali 90+5' | Árbitro: MOZ Celso Armindo Alvação |

### Grupo C
| Pos. | Equipe          | Pts | J | V | E | D | GP | GC | SG  |
| ---- | --------------- | --- | - | - | - | - | -- | -- | --- |
| 1    | Raja Casablanca | 16  | 6 | 5 | 1 | 0 | 17 | 3  | +14 |
| 2    | Simba           | 9   | 6 | 3 | 0 | 3 | 10 | 7  | +3  |
| 3    | Horoya          | 7   | 6 | 2 | 1 | 3 | 4  | 12 | –8  |
| 4    | Vipers          | 2   | 6 | 0 | 2 | 4 | 1  | 10 | –9  |

|                 | RAJ | SIM | HOR | VIP |
| --------------- | --- | --- | --- | --- |
| Raja Casablanca |     | 3–1 | 2–0 | 5–0 |
| Simba           | 0–3 |     | 7–0 | 1–0 |
| Horoya          | 1–3 | 1–0 |     | 2–0 |
| Vipers          | 1–1 | 0–1 | 0–0 |     |

| 10 de fevereiro de 2023 | Raja Casablanca                                               | 5 – 0     | Vipers | Estádio Mohammed V, Casablanca |
| 20:00 (UTC+1)           | Khabba 5' · Harkass 11' · Zrida 38' · Bouzok 59' · Aholou 71' | Relatório |        | Árbitro: MLI Boubou Traoré     |

| 11 de fevereiro de 2023 | Horoya      | 1 – 0     | Simba | Estádio Général Lansana Conté, Conacri |
| 16:00 (UTC+0)           | N'Diaye 18' | Relatório |       | Árbitro: EGY Amin Omar                 |

| 18 de fevereiro de 2023 | Vipers | 0 – 0     | Horoya | St. Mary's Stadium-Kitende, Entebbe |
| 16:00 (UTC+3)           |        | Relatório |        | Árbitro: ALG Lahlou Benbraham       |

| 18 de fevereiro de 2023 | Simba | 0 – 3     | Raja Casablanca                               | Estádio Nacional, Dar es Salaam |
| 19:00 (UTC+3)           |       | Relatório | Khabba 30' · Benjdida 82' · Mokadem 86' (pen) | Árbitro: CMR Blaise Yuven Ngwa  |

| 25 de fevereiro de 2023 | Vipers | 0 – 1     | Simba    | St. Mary's Stadium-Kitende, Entebbe |
| 19:00 (UTC+3)           |        | Relatório | Baka 20' | Árbitro: MOZ Celso Armindo Alvação  |

| 25 de fevereiro de 2023 | Raja Casablanca           | 2 – 0     | Horoya | Estádio Mohammed V, Casablanca |
| 20:00 (UTC+1)           | Khabba 43' · Zerhouni 89' | Relatório |        | Árbitro: KEN Peter Waweru      |

| 7 de março de 2023 | Simba       | 1 – 0     | Vipers | Estádio Nacional, Dar es Salaam    |
| 19:00 (UTC+3)      | Chama 45+1' | Relatório |        | Árbitro: ETH Bamlak Tessema Weyesa |

| 7 de março de 2023 | Horoya      | 1 – 3     | Raja Casablanca             | Estádio do 26 de Março, Bamaco      |
| 16:00 (UTC+0)      | N'Diaye 70' | Relatório | Sabbar 6', 63' · Nahiri 42' | Árbitro: CIV Ibrahim Kalilou Traore |

| 18 de março de 2023 | Vipers      | 1 – 1     | Raja Casablanca | St. Mary's Stadium-Kitende, Entebbe |
| 19:00 (UTC+3)       | Lawal 45+3' | Relatório | Benjdida 18'    | Árbitro: CMR Mohamed Athoumani      |

| 18 de março de 2023 | Simba                                                         | 7 – 0     | Horoya | Estádio Nacional, Dar es Salaam |
| 19:00 (UTC+3)       | Chama 10', 36' (pen), 70' · Othos 32', 65' · Kanouté 54', 87' | Relatório |        | Árbitro: EGY Mohamed Adel       |

| 31 de março de 2023 | Horoya                   | 2 – 0     | Vipers | Estádio Général Lansana Conté, Conacri |
| 16:00 (UTC+2)       | Barry 11' · Traoré 90+3' | Relatório |        | Árbitro: BUR Jean Ouattara             |

| 31 de março de 2023 | Raja Casablanca                         | 3 – 1     | Simba     | Estádio Mohammed V, Casablanca       |
| 22:00 (UTC+0)       | Khabba 44', 70' (pen) · Boulacsoute 86' | Relatório | Othos 48' | Árbitro: MAU Ahmad Imtehaz Heeralall |

### Grupo D
| Pos. | Equipe             | Pts | J | V | E | D | GP | GC | SG |
| ---- | ------------------ | --- | - | - | - | - | -- | -- | -- |
| 1    | Espérance de Tunis | 11  | 6 | 3 | 2 | 1 | 6  | 4  | +2 |
| 2    | CR Belouizdad      | 10  | 6 | 3 | 1 | 2 | 4  | 2  | +2 |
| 3    | Zamalek            | 7   | 6 | 2 | 1 | 3 | 7  | 9  | –2 |
| 4    | Al-Merreikh        | 5   | 6 | 1 | 2 | 3 | 5  | 7  | –2 |

|                    | ESP | CRB | ZAM | ALM |
| ------------------ | --- | --- | --- | --- |
| Espérance de Tunis |     | 0–0 | 2–0 | 1–0 |
| CR Belouizdad      | 0–1 |     | 2–0 | 1–0 |
| Zamalek            | 3–1 | 0–1 |     | 4–3 |
| Al-Merreikh        | 1–1 | 1–0 | 0–0 |     |

| 10 de fevereiro de 2023 | Zamalek | 0 – 1     | CR Belouizdad   | Estádio Internacional do Cairo, Cairo |
| 18:00 (UTC+2)           |         | Relatório | Wamba 57' (pen) | Árbitro: SEN Issa Sy                  |

| 11 de fevereiro de 2023 | Espérance de Tunis | 1 – 0     | Al-Merreikh | Estádio Hammadi Agrebi, Tunes       |
| 17:00 (UTC+1)           | Tougai 90+4'       | Relatório |             | Árbitro: CIV Ibrahim Kalilou Traore |

| 17 de fevereiro de 2023 | Al-Merreikh | 0 – 0     | Zamalek | Estádio dos Mártires de Fevereiro, Bengasi |
| 15:00 (UTC+2)           |             | Relatório |         | Árbitro: GHA Daniel Nii Laryea             |

| 18 de fevereiro de 2023 | CR Belouizdad | 0 – 1     | Espérance de Tunis | Estádio 19 de Maio de 1956, Annaba |
| 20:00 (UTC+1)           |               | Relatório | Elhouni 80'        | Árbitro: RSA Abongile Tom          |

| 24 de fevereiro de 2023 | Al-Merreikh      | 1 – 0     | CR Belouizdad | Estádio dos Mártires de Fevereiro, Bengasi |
| 15:00 (UTC+2)           | Sérgio 32' (pen) | Relatório |               | Árbitro: MLI Boubou Traoré                 |

| 25 de fevereiro de 2023 | Espérance de Tunis            | 2 – 0     | Zamalek | Estádio Hammadi Agrebi, Tunes |
| 17:00 (UTC+1)           | Hammouda 35' · Romdhane 90+2' | Relatório |         | Árbitro: MAR Redouane Jiyed   |

| 7 de março de 2023 | CR Belouizdad | 1 – 0     | Al-Merreikh | Estádio 19 de Maio de 1956, Annaba |
| 20:00 (UTC+1)      | Belkhir 35'   | Relatório |             | Árbitro: COD Jean Ngambo           |

| 7 de março de 2023 | Zamalek                             | 3 – 1     | Espérance de Tunis | Estádio Internacional do Cairo, Cairo |
| 21:00 (UTC+2)      | Gaafar 9' · Zizo 29' · Jaziri 90+1' | Relatório | Benayad 57'        | Árbitro: CMR Blaise Yuven Ngwa        |

| 17 de março de 2023 | Al-Merreikh      | 1 – 1     | Espérance de Tunis | Estádio dos Mártires de Fevereiro, Bengasi |
| 15:00 (UTC+2)       | Sérgio 90' (pen) | Relatório | Ben Hammouda 23'   | Árbitro: MAU Ahmad Imtehaz Heeralall       |

| 17 de março de 2023 | CR Belouizdad          | 2 – 0     | Zamalek | Estádio 19 de Maio de 1956, Annaba |
| 20:00 (UTC+1)       | Draoui 75' · Wamba 79' | Relatório |         | Árbitro: LBY Ibrahim Mutaz         |

| 31 de março de 2023 | Zamalek                           | 4 – 3     | Al-Merreikh                     | Estádio Internacional do Cairo, Cairo |
| 21:00 (UTC+2)       | Shalaby 1' · Mansi 3', 64', 90+4' | Relatório | Agab 7' · Nouh 48' · Sérgio 56' | Árbitro: RWA Samuel Uwikunda          |

| 1 de abril de 2023 | Espérance de Tunis | 0 – 0     | CR Belouizdad | Estádio Hammadi Agrebi, Tunes |
| 23:00 (UTC+1)      |                    | Relatório |               | Árbitro: GAB Pierre Atcho     |